# Бандитский Петербург. Фильм 2. Адвокат
«Бандитский Петербург. Фильм 2. Адвокат» — российский десятисерийный фильм по мотивам романов Андрея Константинова «Адвокат» и «Судья». Премьера состоялась 10 мая 2000 года на НТВ.

## В ролях

### Главные роли
- Дмитрий Певцов —  Сергей Александрович Челищев, старший следователь прокуратуры, юрист 1-го класса (капитан юстиции)/адвокат, внедрившийся в криминальные структуры с целью отомстить за убийство своих родителей/бандит, в дальнейшем известный как «Чёрный адвокат», друг Олега Званцева. Убит людьми «Черепа» в 10 серии (1—10 серии)
- Ольга Дроздова — Екатерина Дмитриевна Шмелёва (по первому мужу — Гончарова, по второму — Званцева), подруга и возлюбленная Челищева и Званцева (1—10 серии)
- Лев Борисов — Виктор Павлович Говоров («Антибиотик»), вор в законе, криминальный авторитет, смотрящий за криминальным миром по Санкт-Петербургу (1—10 серии)
- Алексей Серебряков — Олег Андреевич Званцев, криминальный авторитет, известный как «Белый адвокат», друг Сергея Челищева, второй муж Екатерины, ветеран Афганистана, лидер ОПГ. Убит людьми «Черепа» в 10 серии (1—10 серии)

### Роли второго плана
- Алексей Девотченко — Степан Марков, капитан милиции, оперуполномоченный ОРБ, давний знакомый Сергея Челищева, коллега Кудасова, прибыл с ОМОНом на стрелку где были две группировки «Казанцы» и Саша «Танцор», Екатерина и др. Марков нашел у Званцевой наркотики и загранпаспорт на имя Виолетты Максимовны Добрыниной. Убит бандитами в квартире мошенницы на 2-й Красноармейской вместе со своим напарником в 9 серии (1, 4—5, 7—9 серии)
- Пётр Вельяминов — Егор Федосеевич Алексеев, бывший тренер Челищева по дзюдо (1, 5, 10 серии)
- Юлия Шумляева — Юлия Борисовна Воронина, секретарь и любовница Прохоренко. Тайно встречалась с Сашей Выдриным. Похищена вместе с Выдриным, убита в другой комнате людьми «Черепа» в 10 серии (1, 7—8, 10 серии)
- Леонид Максимов — («Гусь»), бандит, подручный «Антибиотика». Убит Челищевым на кухне ножом в 5 серии (1, 3—5 серии)
- Зинаида Шарко — Евдокия Андреевна Кузнецова (Баба Дуся), уборщица прокуратуры, бывший следователь прокуратуры (1, 6, 8, 10 серии)
- Юрий Ковалёв — Анатолий Георгиевич Решётов («Доктор»), бандит, бывший сослуживец Званцева, член группировок Званцева и Челищева, друг Челищева. Расстрелян в машине людьми «Миши Стреляного» из Альметьевска в 7 серии (2—7 серии)
- Анатолий Петров — Валерий Степанович Чернов, капитан милиции, оперуполномоченный ОРБ, коррумпированный, завербованный «Антибиотиком». Выброшен из окна заброшенного дома Званцевым и Челищевым в 10 серии (1, 5, 8—10 серии)
- Виталий Пичик — Александр Выдрин, друг Челищева. Тайно встречался с Юлией Ворониной. Похищен одновременно с Ворониной, избит и убит с помощью пыток в другой комнате людьми «Черепа» в 10 серии (6—10 серии)
- Александр Большаков — Александр («Танцор»), ветеран Афганистана, бандит из группировок Званцева и Челищева. Убит сотрудниками ОМОНа на стрелке в 8 серии (3—5, 7—8 серии)

### Эпизодические роли
- Олег Басилашвили — Николай Степанович Прохоренко, бывший начальник Челищева, любовник секретаря Ворониной. Прокурор Санкт-Петербурга, государственный советник юстиции 2-го класса (генерал-лейтенант юстиции). Умер от сердечного приступа в приёмной возле открытой двери своего кабинета в 8 серии (1, 6, 8 серии)
- Армен Джигарханян — Гиви Чвирхадзе («Гурген»), вор в законе, Московский авторитет (2, 4—5 серии)
- Александр Лыков — Георгий Субботин, майор милиции, старший оперуполномоченный, знакомый Сергея Челищева, прибыл на квартиру, где произошло убийство семьи Челищева (1 серия)
- Николай Рудик — «Череп», начальник контрразведки «Антибиотика», по слухам офицер КГБ или ГРУ в отставке, настоящее имя и фамилия неизвестны (5, 10 серии)
- Станислав Ландграф — Семён Борисович Ланкин, глава Санкт-Петербургской коллегии адвокатов, второй бывший начальник Челищева (2, 8 серии)
- Александр Сластин — Вадим Петрович Гончаров, первый муж Кати, предприниматель, бывший директор завода по производству торгового оборудования и член горкома КПСС. До событий сериала погиб в ДТП во 2-й серии (2 серия)
- Наталья Круглова — Карина, массажистка, любовница «Антибиотика» (2—3, 6—7 серии)
- Эра Зиганшина — Маргарита Михайловна, главный бухгалтер деревообрабатывающего комбината, работала с отцом Челищева (2 серия)
- Сергей Барковский — Михаил Соломонович Либман («Эйнштейн»), старый знакомый Челищева, когда то играл вместе с ним в университетском КВН, коммерсант, должник чеченской фирмы «Кавказ», Челищев помог ему решить проблемы с Исой (3—4 серии)
- Войцех Маляйкат — Марек Зелиньский, следователь прокуратуры Варшавы, бывший однокурсник Челищева, помог найти документы на фирму «Кавказ» (3 серия)
- Владимир Литвинов — Михаил («Стреляный»), криминальный авторитет. Задушен Челищевым на сходке криминальных авторитетов у «Антибиотика» в 7 серии (2—3, 5, 7 серии)
- Владимир Амеров — Резо, подручный Гургена (4—5 серии)
- Евгений Сидихин — Никита Никитич Кудасов, майор милиции, начальник 15-го отдела ОРБ, коллега Маркова, проводил допрос Екатерины Званцевой (8—9 серии)
- Владимир Бортко — Семён Андреевич Бородатый («Хоттабыч») (6 серия)
- Владимир Лисецкий — Николай Трофимович Богомолов («Вальтер»), заведующий погребениями на Смоленском кладбище (5, 9—10 серии)
- Александр Домогаров — Андрей Викторович Обнорский («Серёгин»), журналист, Челищев передает ему конверт с информацией где рассказывается тайна людей «Антибиотика» (10 серия) (прототип — Андрей Константинов)
- Андрей Денисенко — Михаил Иванович Касатонов, бандит из группировки Званцева, подозреваемый в убийстве родителей Челищева, «Гусь» приказал ему взять преступление на себя. После срыва следственного эксперимента, был убит Черновым в 1 серии, в подъезде дома Челищевых при попытке к бегству, умирающим скажет Челищеву: «Я не убивал» (1 серия)
- Андрей Толубеев — Геннадий Петрович Ващанов, подполковник милиции, информатор «Антибиотика» (10 серия)
- Елена Драпеко — Мария Сергеевна Плоткина, следователь прокуратуры работала вместе с Челищевым, вела следственный эксперимент в квартире Челищевых с подозреваемым Касатоновым (1 серия)
- Виктор Сухоруков — Валерий Петрович Глазанов, депутат Санкт-Петербургского городского Совета народных депутатов, человек «Антибиотика». Напоен Челищевым и вынужден плыть пьяным в проруби под угрозой убийства, где он и утонул в 7 серии (6—7 серии)
- Мурат Ерижев — Иса, чеченский криминальный авторитет, руководит фирмой «Кавказ», которой задолжал Либман (4, 9 серии)
- Роман Цепов — («Сазон»), криминальный авторитет (5, 7 серии)
- Герман Федулов — («Иваныч»), криминальный авторитет (5, 7 серии)
- Андрей Константинов — Ильдар, криминальный авторитет (5, 7 серии)
- Евгений Вышенков — Валерий Станиславович Ледогоров («Бабуин»), криминальный авторитет (5, 7 серии)
- Владимир Периль — Борис Маркович Габрилович, председатель правления московского «Лесобанка». Убит людьми «Гургена» в 4 серии, об этом Челищев слышит по радио в своей машине (4 серия)
- Сергей Требесов — Магомед Магомедович Магомедов («Мага»), дагестанский бандит, подосланный «Антибиотиком», с целью проучить путем избиения Челищева в 5 серии (5, 6 серии)
- Марианна Баконина — телеведущая (7 серия)
- Анна Екатерининская — Елена Красильникова, менеджер банка «Отечество», убита людьми «Антибиотка», со слов голоса за кадром: «Утонула возле пляжа в Песочном во время шторма» в 9 серии (9 серия)

### Остальные
- Катя Левина — Екатерина, дочь Лены, со слов голоса за кадром: «Пропала без вести, внесена в реестр пропавших» (предположительно утонула вместе с матерью купаясь в шторм) (9 серия)
- Екатерина Шефер — девушка Константин («Молотка») (1 серия)
- Анатолий Ушков — доктор, осмотревший Сергея в квартире Екатерины (7 серия)
- Кирилл Марковский — Андрей, сын Екатерины и Олега Званцевых (10 серия)
- — Константин («Молоток»), убийца родителей Челищева

## Озвучивание
- Артур Ваха — Иса, Винт, Ганс, Петя эпизодические роли.
- Валерий Кухарешин — голос за кадром.
- Алексей Полуян — Костя «Молоток».
- Игорь Ефимов – Борис Маркович Габрилович.

## Съёмочная группа
- Автор сценария: Владимир Бортко, Андрей Константинов (романы), Альбина Шульгина, Вадим Михайлов
- Режиссёр: Владимир Бортко
- Оператор-постановщик: Валерий Мюльгаут
- Визуальные эффекты: Р. Приставко
- Художник-постановщик: Юрий Пашигорев, Владимир Светозаров
- Композитор: Игорь Корнелюк
- Продюсер: Леонид Маркин

## Сюжет
Косвенное продолжение первого фильма «Барон», не имеющее чёткого переплетения сюжетов (если события «Барона» разворачивались с сентября по ноябрь 1992 года, то основные события в «Адвокате» происходят с августа 1992 по июнь 1993 года).
1 серия
Ленинград, 1982 год. Олег Званцев (Алексей Серебряков), Сергей Челищев (Дмитрий Певцов) и Екатерина Шмелёва (Ольга Дроздова) — студенты юридического факультета и давние друзья. Накануне выпускных экзаменов Катя сообщает друзьям о предстоящей свадьбе — она выходит замуж и переезжает в Москву. Это заявление шокирует Олега с Сергеем, ведь они оба тайно влюблены в неё.
Санкт-Петербург, август 1992 года. Сергей Челищев — следователь прокуратуры — с сослуживцами отмечает своё очередное повышение. Юля Воронина — секретарь его начальника, прокурора города Прохоренко (Олег Басилашвили), — просит Сергея проводить её до дома. Уже пьяный, он соглашается и всю ночь проводит с Юлей у неё на квартире. Утром он узнаёт, что ночью были убиты его родители.
От своего знакомого — опера Гоши Субботина (Александр Лыков) — Сергей узнаёт, что его отец сам открыл дверь убийцам. Спустя несколько дней по подозрению в убийстве задерживают некоего Михаила Касатонова, у которого в автомобиле обнаруживается магнитофон с места преступления. Касатонов не причастен к убийству, но по требованию подосланного к нему в камеру бандита «Гуся» из окружения криминального авторитета Виктора Палыча Говорова (Лев Борисов) по кличке «Антибиотик» берёт всю вину на себя. «Гусь» приказывает Касатонову бежать в ходе следственного эксперимента.
На следственном эксперименте Касатонов предпринимает попытку к бегству и погибает от пуль опера Валерия Чернова (Анатолий Петров). Умирая на руках Челищева, Касатонов говорит: «Я не убивал». Следователь Плоткина, ведущая расследование, списывает это дело в архив, считая, что преступление раскрыто, однако Челищев требует продолжения расследования. В результате у него возникает конфликт с Прохоренко, которого Сергей подозревает в попытках «замять» дело об убийстве его родителей. Челищев увольняется из прокуратуры. Он встречает в коридоре бывшую работницу прокуратуры Евдокию Андреевну Кузнецову, в прошлом следователя по особо важным делам, а ныне уборщицу бабу Дусю. В приватном разговоре она рассказывает Сергею, что Воронина, скорее всего, была подослана ему в ночь убийства самим Прохоренко.
2 серия
Благодаря протекции Кузнецовой Челищев устраивается в городскую коллегию адвокатов, планируя через солидных клиентов наладить связи в криминальных кругах, чтобы узнать, кто стоит за смертью его родителей, однако его попытки не увенчиваются успехом.
Однажды Сергея встречает бухгалтер деревообрабатывающего комбината, директором которого был его отец, и требует, чтобы тот вернул деньги за купленное у ООО «Кедр» оборудование. В ходе расспросов Сергей выясняет, что отец якобы сдал пансионат для рабочих под элитные коттеджи, но не получил обещанных денег, а липовый договор нотариально заверил шеф коллегии — Семён Борисович Ланкин. Челищев заставляет его вернуть бухгалтеру деньги.
На расследовании одного из дел Сергей встречает в «Крестах» Олега Званцева — «Адвоката», своего друга, которого считал погибшим в Афганистане. Олег даёт ему телефонный номер. Сергей понимает, что один звонок может изменить всю его жизнь, но всё-таки решается позвонить.
На следующий день бандиты привозят Челищева на квартиру, где его встречает Катя. Оказывается, она стала женой Олега. Она просит Сергея помочь им, и тот соглашается.
3 серия
Группировку, в которой оказался Челищев, временно возглавляет Катя. Сергей выполняет некоторые поручения и в дальнейшем втягивается в бандитскую деятельность.
Катя отвозит Челищева к Антибиотику. Тот предлагает помочь бизнесмену Михаилу Либману (однокурснику Челищева), попавшему в долги к чеченской фирме «Кавказ», и отправляет Сергея в Польшу. Благодаря ещё одному своему однокурснику, сотруднику варшавской прокуратуры Мареку Зелиньскому, Челищев добывает документы, компрометирующие фирму «Кавказ». Антибиотик «забивает стрелку» с чеченцами, посылая туда в качестве переговорщика Сергея.
Один из братков — Миша «Стреляный» — пытается доказать Антибиотику, что Челищев — бывший сотрудник прокуратуры — может их сдать, но Говоров ничего не хочет об этом слышать, ссылаясь на то, что Сергей исполняет порученные дела лучше других.
4 серия
Катя не хочет отпускать Сергея на опасную «стрелку» с чеченцами, но он блестяще проводит переговоры с их лидером Исой без кровопролития.
Антибиотик отправляет Челищева вместе с Катей в Москву встретиться с неким Габриловичем, с целью взять кредит на поставку компьютеров из Прибалтики. Через несколько дней Габриловича убивают, как оказалось, по наводке Говорова. Габрилович работал на криминального авторитета «Гургена». Катя рассказывает Сергею, как ещё в 1988 году Гурген подсылал к ней своих бандитов с требованием возврата долга её первого мужа. Олег спас её, а Антибиотик взял Катю под свою защиту, сделав её членом группировки. Параллельно в поезде Сергей пытается склонить Катю к интимным отношениям, говоря о том, что давно её любит. Катя сопротивляется, но в итоге говорит, что согласна быть с ним через 10 дней.
После приезда Катя звонит Сергею и говорит о том, что на следующий день освобождают Олега, приводя Сергея в ярость.
5 серия
Олега Званцева выпускают из «Крестов», после чего он рассказывает Челищеву, что это Антибиотик его туда посадил. Но в этот же день, во время празднования в «Англетере», Олега вновь забирают. В отделении опер Степан Марков, давний знакомый Челищева, сообщает Сергею, что Касатонов, подозреваемый в убийстве его родителей, входил в группировку Званцева. Между Катей и Челищевым, до сих пор влюблённым в неё, всё же возникает интимная связь.
Челищев сталкивается с Гусём в ресторане «Дионис». Бандит заявляет, что Сергей «перешагивал через родную кровь» и обвиняет его в предательстве. Перепалка перерастает в поножовщину, в ходе которой Челищев убивает Гуся и отвозит труп к могильщику «Вальтеру», занимающемуся незаконным погребением бандитов на кладбище.
Вечером того же дня к Сергею приходит Резо — бандит из группировки Гургена. Он отдаёт Челищеву отцовские часы и отвозит его к своему шефу. Гурген рассказывает Сергею, как умерли его родители, утверждая, что за всем этим стояли Антибиотик с Гусём. Он отдаёт ему на расправу Винта из группировки Олега Званцева. Винт под пыткой рассказывает, что приказ убить родителей был передан через Гуся Званцевым, а совершал убийство Костя «Молоток».
6 серия
Сергей занимается вопросом о доставке краденого алюминия из Сибири. Во время работы Челищев встречает своего старого знакомого — Сашу Выдрина — и по его просьбе берёт его к себе в подручные. Параллельно Сергей знакомится с главным аферистом дела об алюминии — Семёном Андреевичем Бородатым (Хоттабычем).
Ночью в подъезде на Сергея совершается попытка покушения. Убийца скрывается после нанесения Челищеву ножевого ранения. Сергей подозревает Антибиотика. Однако на встрече Говоров отрицает свою причастность и напоминает, что сам велел Челищеву быть осторожным.
В ресторане (и ранее у Бородатого) Сергей встречает депутата Петросовета Валерия Глазанова, занимающегося финансированием правоохранительных органов города. Сергей вспоминает, что накануне убийства родителей видел Глазанова в прокуратуре. Он решает начать расследование с двух человек: Глазанова и Ворониной. Под видом охранника Антибиотика Челищев привозит депутата на съёмную квартиру и допрашивает его с применением физической силы и психологического давления. Услышанное он записывает на диктофон.
7 серия
Глазанов сознаётся Челищеву, что имел отношение к убийству родителей, но косвенное. Сергей поит его и заставляет в мороз лезть в реку, где Глазанов тонет. Он понимает, что фактически убил человека и стал бандитом без жалости и сострадания.
Челищев приходит к секретарше своего бывшего начальника Прохоренко, Юле Ворониной, заставляет её рассказать правду и записывает всё на диктофон. Выясняется, что в ночь убийства родителей Прохоренко намеренно подложил её в постель Челищева.
Сергей уверен в причастности к убийству родителей его друзей, Олега и Кати. От нервного потрясения и ранения ему становится плохо, Катя забирает его к себе на квартиру и занимается его лечением. Они проводят ночь вместе. Катя рассказывает Сергею, что у неё есть сын от Олега, которого она скрывает у бабушки. Оставшись один дома, он находит тайник с деньгами и фальшивыми загранпаспортами.
На следующий день на Сергея совершается новое покушение: машину, в которой ехали Толя «Доктор» и Челищев, обстреливают из АКМ. Доктор погибает. Антибиотик разоблачает Мишу Стреляного, который стоял за покушениями на Челищева. Авторитеты приговаривают Стреляного к смерти. Челищев убивает бандита.
8 серия
Челищев договаривается с бабой Дусей установить скрытую камеру в кабинете Прохоренко, чтобы получить на него компромат, засняв на плёнку оральное сношение с секретаршей. Начальство получает компромат и вызывает Прохоренко: узнав о причине вызова, прокурор умирает от сердечного приступа.
С помощью Саши Выдрина и Юли Ворониной Сергей «сливает» информацию ОРБ о «стрелке» в ЦПКиО между людьми Антибиотика и «казанцами», а ночью подкладывает Кате в каблук пакетик кокаина и фальшивый паспорт в сумку. Чтобы отвести от себя подозрения, Челищев опаздывает на «стрелку», вступив в конфликт с сотрудниками ГАИ.
Кате инкриминируют незаконное хранение наркотиков. Она догадывается, что кокаин ей подложил Челищев, но не выдаёт его Антибиотику. В тюрьме выясняется, что Катя беременна от Челищева. Олег отправляет записку Сергею, но её перехватывает Антибиотик. Говоров чувствует, что против него пытаются бунтовать. Он решает столкнуть лбами двух Адвокатов, чтобы избавиться от одного из них. Для этого он посылает к Олегу человека рассказать, что Челищев спит с Катей.
9 серия
Олег выходит из тюрьмы, забирает Сергея из больницы и проявляет агрессию из ревности. Услышав от друга, что он действительно спит с Катей, Олег достаёт пистолет и собирается убить Сергея. Челищев в ответ рассказывает Званцеву, что Катя прячет от него сына в Приморско-Ахтарске, что шокирует Олега. В этот момент из-за приставленного к Званцеву наружного наблюдения прибывает ОМОН. Понимая, что, если Антибиотик узнает, что они оба живы, то убьёт обоих, Сергей инсценирует убийство Олега.
Последнее дело, которое поручает Сергею Антибиотик, снова связано с фирмой «Кавказ». Они проворачивают аферу с платёжным уведомлением банка (авизо); Челищев очаровывает менеджера банка, мать-одиночку Елену Красильникову, и уговаривает подписать документ без заверенного подтверждения.
Челищев встречается с опером Марковым, чтобы предложить ему сделку: Степан закрывает дело на Катю и даёт ему уйти, а Сергей сдаёт ему Антибиотика. Степан обещает подумать, но за день до намеченной встречи погибает на задании от рук бандитов.
Олег и Сергей решаются убить Антибиотика из ВСС «Винторез», но попытка оказывается неудачной — Говорова всё время окружают телохранители. Челищев замечает входящего в ресторан знакомого опера Валеру Чернова и понимает, что тот является «оборотнем в погонах».
10 серия
Подкараулив Чернова, Званцев привозит его в недостроенный дом. Там Челищев заставляет его рассказать на диктофон, как того завербовал Антибиотик, и место, где в следующий раз у них назначена встреча. После Олег и Сергей опаивают Чернова водкой и выбрасывают из окна. Позже выясняется, что информация о встрече не подтвердилась: Антибиотик, узнав о странной смерти своего агента, не является.
Челищев, понимая, что развязка близка, требует от Юли и Саши покинуть город, а сам дописывает компромат на всю империю Антибиотика и отсылает копию в Генеральную прокуратуру России, один экземпляр отдав своему знакомому — журналисту Андрею Обнорскому. Прокуратура поручает проверить информацию Челищева на месте — в Петербурге, и компромат попадает к подполковнику ОРБ Геннадию Ващанову — человеку Антибиотика.
Катю освобождают из тюрьмы. Челищев встречает её. Катя считает, что Сергей убил Олега, но тот говорит ей, что Олег жив и скрывается в деревне под Питером. Компания договаривается уходить разными путями и после встретиться в Стамбуле в условленном месте.
Говоров понимает, что Челищев всё это время «копал» под него, и поднимает на поиски Челищева и Званцева всю свою банду. Он подключает на поиски свою «правую руку» — убийцу по кличке «Череп». Люди Черепа расправляются с Ворониной и Выдриным, пренебрёгшими предупреждением Челищева, пытками выбив из Саши информацию о местонахождении Адвокатов.
Сергей замечает приближающихся бандитов и успевает отправить Катю на машине, чтобы та предупредила Олега. Челищев получает ранение в ногу, но ответными выстрелами взрывает автомобиль с двумя людьми Черепа. Катя приезжает к Олегу и рассказывает о беде. Званцев мчится к лучшему другу на помощь. Раненый Челищев бежит к реке, отстреливаясь от бандитов. Почти дойдя до реки, Челищев получает автоматную очередь в спину, но успевает ответными выстрелами из автомата убить стрелявшего в него бандита, после чего падает возле реки и умирает. Олег приезжает на помощь к другу, разогнав бывших сослуживцев автоматной очередью. Бандиты, увидев своего бывшего главаря живым, сперва пребывают в нерешительности. Званцев берет на руки мёртвого друга и несёт через реку. Человек Антибиотика расстреливает Олега очередью в спину, однако тот доходит до другого берега, где и умирает вместе с другом. Приезжает Череп и добивает из ТТ обоих Адвокатов контрольными выстрелами в голову.
Через некоторое время Катя, находясь в Стамбуле, в очередной раз приходит на назначенное место встречи, понимая, что никогда не дождётся Олега и Сергея.

## Призы и награды
- Приз «За лучший сериал фестиваля» на III МКФ «Бригантина» (Украина), 2001 г.
- Приз «Лучшему продюсеру» на КФ «Виват кино России» 2001 г.

## Съёмки
- Съёмки телесериала начались 27 марта 1999 года и закончились к февралю 2000 года. Сериал был смонтирован и озвучен в рекордные сроки, и 10 мая 2000 года уже состоялась премьера на НТВ.[источник не указан 3209 дней]
- Режиссёр Владимир Бортко в шестой серии появляется в роли афериста Семёна Андреевича Бородатого (Хоттабыча).
- Автор романа Андрей Константинов сыграл в сериале роль криминального авторитета Ильдара. У данного персонажа в сериале лишь два появления. Первый раз в пятой серии, в ресторане гостиницы «Hotel Dangleterre», где отмечается выход из тюрьмы Званцева, с первых кадров появляется в зелёном пиджаке, разговаривающий с Челищевым. Второй раз, в седьмой серии, за столом в особняке у «Антибиотика» в Комарово при разборке Челищева с Мишей «Стреляным».
- Сюжет девятой серии, где Челищев участвует в проведении аферы с фальшивыми авизо, основан на реальных событиях: в начале 1990-х годов такой вид мошенничества действительно был распространён.
- Основным прототипом Антибиотика стал московский вор в законе Антибиотик[2]. Поскольку Антибиотик Константинова является собирательным образом главаря российской ОПГ, но действует в Петербурге, то у Антибиотика некоторые находят также черты в реальной жизни обычно противостоящих ворам в законе бандитов, таких, как бизнесмены Владимир Барсуков (Кумарин), Виктор Гавриленков, Вячеслав Кирпичёв. Воспоминания о себе и о них Андрею Константинову предоставил сам Владимир Кумарин[3].
- Прототипом Гургена является криминальный авторитет 1990-х, спортсмен Отари Квантришвили, в четвёртой части упоминается, что его брата ликвидировали вместе с Федей Бешеным на Якиманке, что в точности соответствует обстоятельствам смерти Амирана Квантришвили.
- Существует мнение, что прототипом Сергея Челищева стал известный в криминальных кругах Петербурга в 1990-х Борис Бравер. Но сам Андрей Константинов это категорически отрицает, о Бравере при создании образа Челищева ничего не знал[2].